# Ramienica przeciwstawna
Ramienica przeciwstawna (Chara contraria) – gatunek ramienicy. 

## Morfologia
Pokrój
Stosunkowo mały makroglon (do 40 – wyjątkowo 50 – cm długości) o słabo rozgałęzionej plesze. Cienka (0,5-1 mm średnicy) nibyłodyga, cienkie nibyliście krótsze od międzywęźli. Plecha szarozielona, zwykle silnie inkrustowana węglanem wapnia, przez co krucha i delikatna. Roślina jednopienna. 
Okorowanie
Dwurzędowe. Rzędy główne wyraźnie przeważają nad bocznymi. W pewnych warunkach niezupełne lub brak, zwłaszcza na nibyliściach.
Nibyliście
O zmiennej długości i kształcie. Krótsze od międzywęźli. O elipsoidalnym przekroju (podobnie jak nibyłodyga). 6–8(12) członów. 6–10(12) w okółku. Zwykle ostatnie dwa, trzy, ale nierzadko także kolejne człony nieokorowane. Zakończone tępo, wcięte w węzłach. 
Nibylistki
Wewnętrzne przeważnie po pięć, zwykle dłuższe od lęgni i tępo zakończone, podczas gdy na zewnątrz brak lub słabo wykształcone (brodawkowate lub wałeczkowate).
Kolce
O nieregularnych kształtach od brodawkowatych po wałeczkowate. Pojedyncze. W dolnych międzywęźlach słabo wykształcone, z kolei na szczytowych mniejsze, ale gęstsze.
Przylistki
Słabo wykształcone. W dwurzędowych okółkach. Zwykle w górnym okółku dłuższe i wałeczkowate, a w dolnym brodawkowate. Rzadziej oba okółki wałeczkowate, mało zróżnicowane.
Plemnie
Pojedyncze. Zazwyczaj w trzech, czterech pierwszych węzłach nibyliści. Żółtopomarańczowe.
Lęgnie
Pojedyncze, choć na jednym międzywęźlu mogą leżeć dwie lęgnie i jedna plemnia. Zazwyczaj w trzech, czterech pierwszych węzłach nibyliści. Żółtozielone. Koronka szeroka u podstawy, zamknięta.
Zmienność
W wodach płytkich, w strefie falowania, zwykle mniejsze i silniej inkrustowane, w głębszych wodach, ewentualnie w łąkach innych gatunków formy bardziej wydłużone, o wiotkich nibyliściach. W wielogatunkowych płatach lub na podłożu organicznym słabsze okorowanie.  
Podobne gatunki
Ramienica szorstka, ramienica pospolita

## Biologia
Rośliny po sezonie wegetacyjnym obumierają lub zimują.

## Ekologia
Gatunek zasadniczo słodkowodny, ale znosi niewielkie zasolenie. Nie występuje w wodach szybko płynących. Występuje głównie w jeziorach eutroficznych, choć nie w przeżyźnionych. Zwykle w wodach płytkich litoralu (wyjątkowo sięga 7 m głębokości), na różnym podłożu. Zwykle w wodach twardowodnych. Może występować w małych zbiornikach (w tym w torfiankach), a nawet rowach. Rzadko tworzy zespół roślinny Charetum contrariae, rosnąc zwykle jako domieszka w innych typach łąk ramienicowych. Często jej plecha jest podłożem dla nitkowatych glonów peryfitonowych. W sukcesji wtórnej budowane przez nią płaty czasem pojawiają się już po kilku tygodniach od powstania nowego stawu, co ma wpływ na dalszy rozwój roślinności w takim zbiorniku.
Występowanie
Występuje w większej części Europy, w Chinach, Argentynie, na Florydzie. W Polsce w całym kraju, choć zwarte zbiorowiska częściej tworzy na wschodzie i północy.

## Zagrożenia i ochrona
Według Czerwonej listy roślin i grzybów Polski jest gatunkiem narażonym, ale nie podlega w Polsce ochronie gatunkowej. Występowanie jej zbiorowiska jest natomiast podstawą do objęcia zbiornika, w którym występuje, ochroną jako siedlisko przyrodnicze 3140 (twardowodne oligo– i mezotroficzne zbiorniki z podwodnymi łąkami ramienic Charetea) w systemie Natura 2000.